# Partido Novo
Die Partido Novo (abgekürzt NOVO) ist eine rechtsliberale politische Partei in Brasilien, die am 12. Februar 2011 gegründet wurde.

## Geschichte
Die Partido Nova wurde 2015 offiziell als politische Partei registriert und gewann bei den Wahlen 2018 acht Abgeordnete. Romeu Zema, ein Politiker der Partei wurde zum Gouverneur von Minas Gerais, dem zweitbevölkerungsreichsten Bundesstaat Brasiliens, gewählt. Ihr Präsidentschaftskandidat João Amoêdo erhielt 2,5 % der Stimmen.
Die folgenden Jahre waren geprägt von internen Konflikten, die Amoêdos Position schwächten, und von einer Annäherung an radikale Rechte. Amoêdo wurde 2022 endgültig aus der Partei ausgeschlossen, weil er Jair Bolsonaro kritisiert hatte, den er als Bedrohung für die Demokratie ansah.
Die NOVO gewann bei den Präsidentschaftswahlen 2022 nur 0,47 % der Stimmen und bei den Parlamentswahlen drei Abgeordnete. Der NOVO-Politiker Romeu Zema wurde in der Zwischenzeit zum Gouverneur von Minas Gerais ernannt. Senator Eduardo Girão beschloss zudem, der NOVO beizutreten, trotz seiner Nähe zu Jair Bolsonaro.

## Ideologie
Die NOVO befürwortet einen freien Markt, eine minimale Regierung und niedrige Steuern. Sie steht sozialen Rechten wie dem brasilianischen Arbeitsgesetzbuch (CLT) feindlich gegenüber. Die Partei strebt die Privatisierung öffentlicher Unternehmen wie Petrobras und Banco do Brasil an.
Zu sozialen Themen wie Abtreibung und Legalisierung von Drogen nimmt die NOVO keine Stellung. Die Partei setzt sich für Waffenrechte ein und unterstützt die gleichgeschlechtliche Ehe.
Sie ist eine der wenigen politischen Parteien in Brasilien, die von sich selbst behaupten, rechts zu sein. Die Partei positioniert sich zudem als klassisch-liberal.
Zu den Vorschlägen der Partei gehören eine Reform der Art und Weise, wie Parteien an Finanzierung gelangen dürfen, die Abschaffung der Wahlpflicht sowie die Verteidigung der privaten Wahlkampffinanzierung. Außerdem möchte die Partei, dass die brasilianische Zentralbank vom Staat unabhängig wird.